# Вижинада
Вижинада (хорв. Vižinada, итал. Visinada) — община и населённый пункт в Хорватии.
Община Вижинада находится в западной части Хорватии в Истрийской жупании, в 18 км к северо-западу от города Пореч в долине реки Мирна, на дороге, соединяющей хорватскую Пулу со словенским Копером и итальянским Триестом (М2, E751).

## История
Область современной Вижинады, занимавшая выгодное транспортное расположение, была заселена ещё в доисторические времена, в период античности (древние надписи в деревнях Жудетичи и Маштеличи) и раннего средневековья. Вижинада была впервые упомянута в 1177 году в папском документе, предоставляющем привилегии епископу Пореча. С XII по XV век она находилась во владении различных дворянских семей. В начале XVI века она стала владением Венеции и вскоре (в 1530 году) стала феодом венецианской дворянской семьи Гримани.

## География
В состав общины Вижинада входят следующие населённые пункты (данные о населении на 2011 год):
- Байкини[хорв.] — 38 чел.
- Балдаши[хорв.] — 28 чел.
- Бриг[хорв.] — 115 чел.
- Букори[хорв.] — 20 чел.
- Величи[хорв.] — 38 чел.
- Вижинада — 279 чел.
- Враничи-код-Вижинаде[хорв.] — 0 чел.
- Вране-Село[хорв.] — 55 чел.
- Врбани[хорв.] — 12 чел.
- Врх-Лашичи[хорв.] — 38 чел.
- Грубичи[хорв.] — 34 чел.
- Данци[хорв.] — 13 чел.
- Жудетичи[хорв.] — 12 чел.
- Лашичи[хорв.] — 36 чел.
- Марковичи[хорв.] — 48 чел.
- Маштеличи[хорв.] — 0 чел.
- Мекиши-код-Вижинаде[хорв.] — 39 чел.
- Нардучи[хорв.] — 19 чел.
- Охничи[хорв.] — 37 чел.
- Пишковица[хорв.] — 0 чел.
- Станиши[хорв.] — 22 чел.
- Тромбал[хорв.] — 0 чел.
- Ференци[хорв.] — 69 чел.
- Филипи[хорв.] — 32 чел.
- Црклада[хорв.] — 114 чел.
- Чуки[хорв.] — 9 чел.
- Ядрухи[хорв.] — 51 чел.

## Демография
Население общины составляет 1158 человек по переписи 2011 года. Национальный состав выглядит следующим образом:
- хорваты — 64,59 % (748 чел.)
- итальянцы — 7,6 % (88 чел.)
- сербы — 0,95 % (11 чел.)
- словенцы — 0,69 % (8 чел.)
- босняки — 0,35 % (4 чел.)
- черногорцы — 0,17 % (2 чел.)
- венгры — 0,09 % (1 чел.)
- немцы — 0,09 % (1 чел.)
- словаки — 0,09 % (1 чел.)
- остальные — 0,6 % (7 чел.)

## Достопримечательности
- Приходская церковь святого Иеронима, построенная в 1837-1840 годах в неоклассическом стиле на месте церкви XVI века
- Дворцы семей Гримани и Факкинетти[2].

## В массовой культуре

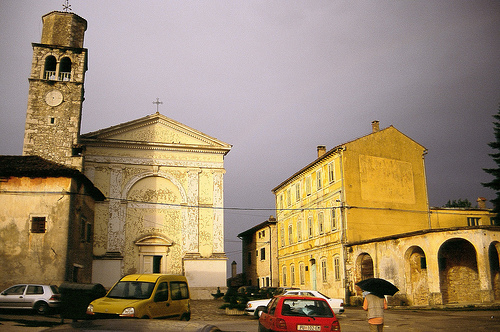
Площадь Вижинады, где была снята одна из кульминационных сцен фильма «Герои Келли»

В 1969 году различные локации в Вижинаде использовались в качестве декораций во время съемок комедийного фильма-ограбления «Герои Келли». Хорватская деревня играла в нём роль французского городка Клермон-ан-Аргонн, где по сценарию должен был быть ограблен немецкий банк, полный золотых слитков. Югославия была выбрана для съёмок этой картины, среди прочего, и потому, что в то время она была одной из немногих стран, армия которых все ещё располагала боеспособными танками времён Второй мировой войны и другими транспортными средствами, пригодными для использования в фильме. Вижинада и по сей день сохраняет тот же облик, который был запечатлён в «Героях Келли».